# Eisenbahnhaltestelle Papenhagen
Eisenbahnhaltestelle Papenhagen war ein Wohnplatz im Gebiet der preußischen Provinz Pommern.

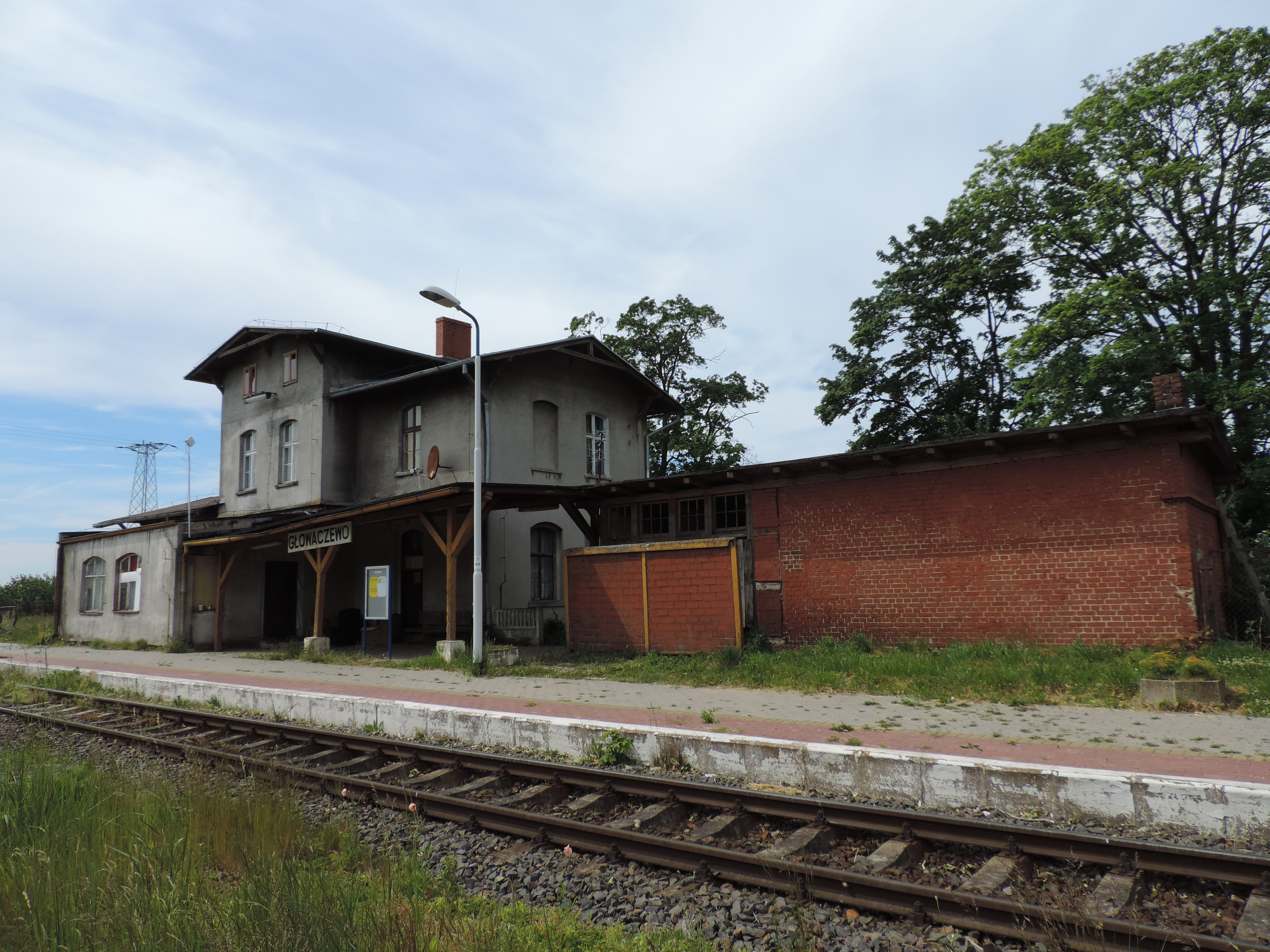
Stationsgebäude (Aufnahme von 2014)

Der Wohnplatz bestand aus dem Bahnhof an der Bahnstrecke Altdamm–Kolberg in Papenhagen. Der Bahnhof wurde bald nach Eröffnung der 1882 von der Altdamm-Colberger Eisenbahn-Gesellschaft errichteten Bahnstrecke in Betrieb genommen. Im Jahre 1905 wurden vier Einwohner gezählt.
Eisenbahnhaltestelle Papenhagen bildete zunächst einen Wohnplatz im Gutsbezirk Papenhagen und wurde mit diesem 1929 in die Landgemeinde Naugard eingemeindet.
Bis 1945 wurde Eisenbahnhaltestelle Papenhagen als Wohnplatz der Gemeinde Naugard geführt und gehörte mit dieser zum Kreis Kolberg-Körlin in der preußischen Provinz Pommern.
1945 kam der Wohnplatz, wie ganz Hinterpommern, an Polen. Heute liegt die Stelle im Gebiet der polnischen Gmina Kołobrzeg (Landgemeinde Kolberg) und wird nicht mehr als besonderer Wohnplatz geführt.